# Hvid diktam
Hvid diktam (Dictamnus albus) er en staude med en tuedannende, stiv og opret vækst. Hele rodsystemet er hvidt. Herfra stammer det botaniske navn albus = ”hvid”.

## Beskrivelse
Stænglerne er runde eller lidt furede i tværsnit, svagt behårede og let blåduggede. Bladene er spredstillede og uligefinnede med helrandede småblade. Begge bladsider er svagt hårede og grågrønne. Blomstringen sker i maj-juni, hvor man finder blomsterne siddende i endestillede klaser. De enkelte blomster er 5-tallige og svagt uregelmæssige med lysviolette eller rosa (sjældent: næsten hvide) kronblade. 
Frugterne er kapsler med fem rum og hårde frø. Når kapslerne er modne vil udtørring tvinge dem til at åbnes med et lille knald, som slynger frøene op til 5 m væk fra planten.
Rodnettet består af en kraftig, lodret rodstok, som er forlænget i en dybtgående pælerod med kraftige, ligeledes dybtgående siderødder. Fra rodstokken dannes der ganske korte sideskud. Hele rodsystemet er hvidt (deraf det botaniske navn albus = ”hvid”). 
Højde x bredde og årlig tilvækst: 0,60 x 0,30 m (60 x 30 cm/år). 

## Hjemsted
Arten er udbredt i Mellemøsten, Kaukasus, Centralasien, Korea, Sibirien, Himalaya samt Syd- og Østeuropa. Den foretrækker voksesteder i fuld sol eller let skygge, hvor jorden er porøs og kalkrig, men næringsfattig. 
I Dyje dalen nær Ciiov i Tjekkiet vokser arten på kalkbjerge med sydhæld, hvor jordlaget er en tynd rendzina, sammen med bl.a. liguster, svalerod, bakkestilkaks, duneg, engsalvie, håret alant, jordstar, kirsebærkornel, opret galtetand, pibekvalkved, seglbladet hareøre, virgilasters, våradonis og ædelkortlæbe

## Anvendelse
Planten (og sorter af den) anvendes ofte i haverne, hvor den bruges som solitærstaude, i stenbede eller i kalkbunds- og steppebede.

## Brændendebusk
Blomsterne har en duft, der kan beskrives som en blanding af vanilje og citron. De endnu umodne frugtstande afgiver en blanding af æteriske olier, der kan lugtes på lang afstand. I stille, varmt vejr kan dampene blive så koncentrerede omkring planten, at de kan antændes. Det har givet planten tilnavnet ”brændende busk”.
| Portal | Portal:Botanik |

## Note
1. ↑  Milan Chytrf: Thermophilous Oak Forests in the Czech Republic: Syntaxonomical Revision of the Quercetalia pubescenti-petraeae (engelsk)